# Республіка Ріо-Гранде
27°31′00″ пн. ш. 99°29′00″ зх. д. / 27.5167° пн. ш. 99.4833° зх. д.
Республіка Ріо-Гранде — незалежна невизнана держава, в північній частині Мексики, яка існувала з 17 січня по 6 листопада 1840 року.

## Передумови відділення від Мексики
В 1821 році, після десяти років боротьби, Мексика отримала незалежність від Іспанії.
Після невдалої спроби введення монархічної форми правління, в Мексиці в 1824 році була прийнята нова конституція. Згідно з конституцією були створені Сполучені Штати Мексики (ісп. Estados Unidos Mexicanos) у формі федеративної республіки подібно Сполученим Штатам Америки.
В 1833 році генерал Антоніо Лопес де Санта-Анна був обраний на пост президента Мексики; весь час свого першого перебування на посаді, він підтримував федеративний статус Мексики. Однак після того, як деякі члени уряду стали противитись новим політичним союзникам президента, Санта-Анна вирішив почати процес формування єдиної централізованої держави. Президент призупинив дію мексиканської конституції, розпустив Конгрес і, таким чином, зосередив у своїх руках диктаторські повноваження.
Це призвело до повстань і появі сепаратистських рухів по всій країні, найуспішнішим з яких була Техаська революція. Менш успішними спробами відділення від Мексики були в Республіки Сакатекас і Республіки Юкатан. У той же час в країні з'являлися різного роду банди, які прагнули розширювати рабовласництво. Багато каудильйо, які ініціювали повстання і сепаратистські рухи також і брали участь в них; пізніше багато сепаратистських рухів переросли в насильницькі захоплення територій.

## Повстання

територія Республіки Ріо Гранде в 1840 році

17 січня 1840 року на ранчо Оревенья (ісп. Oreveña) поблизу Ларедо відбулася зустріч мексиканських політиків зі штатів Коауїла, Нуево-Леон і Тамауліпас. Вони виступили за початок повстання проти федерального уряду, відділення від Мексики і створення нової держави-федерації трьох штатів зі столицею в Ларедо. Проте ні конгреси, ні уряди трьох штатів не підтримали зусилля бунтівних аристократів. Вони запросили допомоги у федерального уряду в Мехіко і дозволу скликати війська для придушення заколоту.
Повсталі сформували свій уряд:
- Президент — Хесус де Карденас
- Головнокомандувач армії — Антоніо Росільйо
- Представник від штату Тамауліпас — Хуан Непомусено Мола
- Представник від штату Коауїла — Франсиско Відаурре-і-Вілласеньйор
- Представник від штату Нуево-Леон — Мануель Марія де Ллано
- Секретар Ради — Хосе Марія Хесус Кабрахаль

Після наради, уряд задля безпеки переїхав до Нуева-Сьюдад-Герреро в штаті Тамауліпас. Після битви при Моралеса в березні 1840 керівництво перебралося в місто Вікторія в Техасі, де і залишалося аж до поразки повстання та ліквідації республіки.